# Cubrición
Cubrición, en arqueología, es una técnica o método de protección de los yacimientos arqueológicos. Este método se realiza con una pulverización previa de la zona con un herbicida, de forma que no se puedan reproducir las semillas depositadas en el suelo de la excavación. Tras esto, se coloca un material geotextil como protección y finalmente se le añade un árido o bien arena de río lavada hasta cubrir toda la excavación.
- Datos: Q5793562